# Bates Motel (sezon 2)
Poniżej znajduje się lista odcinków drugiego sezonu serialu telewizyjnego Bates Motel – emitowanego przez amerykańską kablową stację telewizyjną A&E od 3 marca do 5 maja 2014 roku.

## Obsada
- Vera Farmiga jako Norma Bates
- Freddie Highmore jako Norman Bates
- Max Thieriot jako Dylan Massett
- Olivia Cooke jako Emma Decody
- Nicola Peltz jako Bradley Martin
- Nestor Carbonell jako szeryf Alex Romero

## Role drugoplanowe
- Michael O’Neill jako Nick Ford, ojciec zamordowanej panny Watson[1]
- Michael Eklund jako Zane Morgan[2]
- Ian Tracey jako  Remo (7 episodes)
- Paloma Kwiatkowski jako Cody Brennan[3]
- Michael Vartan jako George Heldens, starszy brat Christiny[4]
- Kathleen Robertson jako Jodi Morgan[5],
- Rebecca Creskoff jako Christine Heldens, nowa przyjaciółka Normy[4]
- Keenan Tracey jako Gunner
- Kenny Johnson jako Caleb Calhoun, brat Normy[4]
- Keegan Connor Tracy jako Blair Watson

| Nr | #  | Tytuł                  | Polski tytuł         | Reżyseria          | Scenariusz                 | Premiera A&E     | Premiera 13th Street Universal | Oglądalność |
| -- | -- | ---------------------- | -------------------- | ------------------ | -------------------------- | ---------------- | ------------------------------ | ----------- |
| 11 | 1  | Gone But Not Forgotten | Nie zapomnisz mnie   | Tucker Gates       | Carlton Cuse Kerry Ehrin   | 3 marca 2014     | nieemitowany                   | 3,07        |
| 12 | 2  | Shadow of a Doubt      | Cień wątpliwości     | Tucker Gates       | Kerry Ehrin                | 10 marca 2014    | nieemitowany                   | 2,21        |
| 13 | 3  | Caleb                  | Caleb                | Lodge Kerrigan     | Alexandra Cunningham       | 17 marca 2014    | nieemitowany                   | 1,84        |
| 14 | 4  | Check-Out              | Sprawdzić            | John David Coles   | Liz Tigelaar               | 24 marca 2014    | nieemitowany                   | 2,23        |
| 15 | 5  | The Escape Artist      | Kłopotliwa sprawa    | Christopher Nelson | Nikki Toscano              | 31 marca 2014    | nieemitowany                   | 2,27        |
| 16 | 6  | Plunge                 | Pogrążyć się         | Ed Bianchi         | Kerry Ehrin                | 7 kwietnia 2014  | nieemitowany                   | 2,24        |
| 17 | 7  | Presumed Innocent      | Uznany za niewinnego | Roxann Dawson      | Alexandra Cunningham       | 14 kwietnia 2014 | nieemitowany                   | 2,44        |
| 18 | 8  | Meltdown               | Kryzys               | Ed Bianchi         | Liz Tigelaar Nikki Toscano | 21 kwietnia 2014 | nieemitowany                   | 2,10        |
| 19 | 9  | The Box                | Pudełko              | Tucker Gates       | Carlton Cuse Kerry Ehrin   | 28 kwietnia 2014 | nieemitowany                   | 2,25        |
| 20 | 10 | The Immutable Truth    | Niezmienna prawda    | Tucker Gates       | Kerry Ehrin Carlton Cuse   | 5 maja 2014      | nieemitowany                   | 2,30        |